# Baghpat
Baghpat är en stad i den indiska delstaten Uttar Pradesh, och är den administrativa huvudorten för distriktet Baghpat. Staden hade 50 310 invånare vid folkräkningen 2011. Baghpat är belägen ett par mil norr om Delhi vid floden Yamuna, på en höjd av 223 m ö.h.